# Mariano Pardo de Figueroa
Mariano Pardo de Figueroa y de la Serna (Medina Sidonia, 18 de noviembre de 1828-ibídem, 11 de febrero de 1918) fue un escritor, cervantista y gastrónomo español. Conocido por sus incursiones en los tratados culinarios, usó el seudónimo Doctor Thebussem.

## Biografía
Nació el 18 de noviembre de 1828. Adoptó el exótico seudónimo de Doctor Thebussem, que no es más que el anagrama de la palabra Embustes añadiéndole la Th para darle un estilo más germano, para publicar, con un pretendido distanciamiento de hispanista extranjero, artículos sobre la situación española. 
Perteneciente a una familia asidonense con prestigio social y poder económico que hundía sus raíces en la gaditana plaza Gaspar del Pino como regidores perpetuos de la ciudad. Recibió una educación esmerada y estudió latín, inglés, francés e italiano. La holgura económica familiar le permitió estudiar Derecho en Sevilla y Granada, para doctorarse posteriormente en Madrid (1854). De modo excepcional a lo que era acostumbrado en la España de su época, viajó por Europa y África, quedando especialmente impresionado por Londres y la cultura británica. Al final de esta etapa, retornó a su pueblo natal con treinta y cinco años y prácticamente no volvió a salir de él salvo en muy contadas ocasiones.
Dedicó sus esfuerzos principalmente a difundir y convertir en importante la literatura gastronómica, pero no fue éste el único de sus afanes literarios, pues escribió sobre filatelia, derecho, tauromaquia, historia, ex libris, bibliografía cervantina o teatro. Desde los treinta y cinco años de edad casi no se movió de Medina Sidonia, pero desde allí escribió y trabajó, manteniendo copiosa correspondencia con personajes de la época, españoles y extranjeros; se conocen más de 12 000 cartas suyas. Como cervantista se le deben las Epístolas droapianas. Siete cartas sobre Cervantes y el Quixote, dirigidas al muy honorable Doctor E. W. Thebussem, Barón de Tirmenth. SS. TT. en los años de 1862 a 1868 por el señor M. Droap. Publícalas el Sr. Mariano Pardo de Figueroa (Cádiz: Imprenta de la Revista Médica, 1868). Un año después las continuó con Droapiana del año 1869. Octava carta sobre Cervantes y el Quijote... (Madrid: Rivadeneyra, 1869). Estas cartas, que, por demás, reúnen un gran caudal de referencias bibliográficas, no siempre dignas de crédito, sobre el Quijote, a veces en aspectos ínfimos o colaterales, tuvieron sin embargo la gran virtud de revitalizar el cervantismo de entonces, que se hallaba muy decaído. De hecho, el término “cervantófilo” (“devoto de Miguel de Cervantes o aficionado a coleccionar ediciones de las obras del escritor”)  se le adjudica al asidonense. Mariano Pardo de Figueroa (junto a su amigo gaditano Adolfo de Castro y Rossi) provocaron un renacimiento espectacular del interés por la obra cervantina.
Fue nombrado primer cartero honorario por Correos de España el 20 de marzo de 1880 como recompensa por su labor de divulgación de la incipiente filatelia. En 1944, le dedicó un sello y en 1981 emitió otro dedicado a su legado. Fue el primer editor de tarjetas postales privadas que hubo en España ante la falta de diligencia del gobierno para poner las oficiales en circulación.
Fue académico correspondiente de la Real Academia de Historia (a la cual envió un cuadro con su retrato para asistir en efigie y no tener que viajar) desde 1861, de la Real Academia de Buenas Letras de Sevilla, miembro del Instituto Arqueológico del Imperio alemán y del de Roma, de la Sociedad Histórica de Utrecht, Gran Cruz de Alfonso XII (1904), presidente de la Sociedad del Arte Culinario de Madrid y miembro de la sociedad gastronómica y de cocineros de Londres.
Mantuvo una intensa correspondencia, entre otros, con Menéndez Pelayo, Benito Pérez Galdós, Juan Valera, Antonio Peña y Goñi, Mariano de Cavia, Asenjo Barbieri, Melquíades Brizuela, Romero Robledo, Fernán Caballero, Juan Hatzenbusch y Adolfo de Castro, entre otros.
Actualmente, hay un colegio público y una calle con el nombre de Doctor Thebussem, en su localidad de origen, Medina Sidonia. Existe un retrato suyo del pintor suizo en la Real Academia de la Historia. En 2019 se reeditaron una serie de artículos suyos en un libro titulado Entre ristras de ajos y alfajores.

## Obras
- Octava carta sobre Cervantes y El Quijote: dirigida al muy Honorable Doctor E. W. Thebussem... en el año 1869. Madrid, 1869.
- KPANKLA y 1ª de KLENTRRON. Cartas philatélicas del Dr.Thebussem y de D.Eduardo de Mariàtegui. Madrid, Rivadeneyra, 1871.
- Algunos escritos del Teniente de navío D. José E. Pardo de Figueroa. Madrid, Rivadeneyra, 1873.
- Literatura Philatélica en España. Apuntes para la redacción de un catàlogo. Sevilla, Álvarez 1876.
- Ristra de ajos formada con seis cabezas (1884) Imágenes Medina Sidonia: [s.n.], 1884 (Tipografía particular del Dr. Thebussem)
- Fábulas fabulosas 1885.
- Thebussianas 1a. serie. Valencia, Librería de Aguilar, 1886.
- Segunda ristra de ajos. En colaboración. Madrid, Fe, 1886.
- Piratería callejera. Cádiz, 1887.
- La mesa moderna. En colaboración. Madrid, Tipografía de los Huérfanos,1888.
- Galiano: apuntes dedicados ... Burgos, 1888.
- Notas genealógicas. Medina Sidonia, Thebussem, 1889.
- Un Pliego de Cartas. Madrid, Rivadeneyra, 1891.
- Primera Ración de Artículos. Madrid, Rivadeneyra, 1892.
- Un Triste Capeo. Madrid, Rivadeneyra, 1892.
- Tras de tu beldad. Madrid, Rivadeneyra, 1893.
- Segunda Ración de Artículos. Madrid, Rivadeneyra, 1894.
- Fruslerias Postales. Madrid, Rivadeneyra, 1895.
- Tercera Ración de Artículos. Madrid, Rivadeneyra, 1894.
- Algo de Philatelia. Madrid, Rivadeneyra, 1899.
- Futesas Literarias. Barcelona, Salvat é Hijo, 1899.
- Una carta y dos epístolas. Sevilla, 1907.